# Gimnasio Maracanãzinho
El Gimnasio Gilberto Cardoso, más conocido como Maracanãzinho es un pabellón deportivo situado al norte de Río de Janeiro, parte del Complejo Deportivo de Maracanã, junto al famoso Estadio Maracaná y el Parque Aquático Júlio Delamare.

## Historia
Su construcción comenzó en abril de 1954. Fue construido por la Constructora Prolar S.A. y diseñado por los arquitectos Rafael Galvão, Pedro Paulo Bernardes Bastos, Orlando Azevedo y Antônio Dias Carneiro. Fue inaugurado cinco meses más tarde, el 24 de septiembre con ocasión del II Campeonato Mundial de Baloncesto. También acogió el IV Campeonato Mundial de Voleibol Masculino y el III Campeonato Mundial de Voleibol Femenino de 1960. Posteriormente acogió nuevamente Mundial de Baloncesto de 1963 y era sede habitual para encuentros entre los clubes importantes de la ciudad durante la edad de oro del baloncesto brasileño desde su inauguración y los años 1960, como el Botafogo, Flamengo, Fluminense y Vasco da Gama. Durante el Mundial de 1954 llegó a registrar entradas récord de 35 000 espectadores. En esa época su capacidad normal rondaba los 25 000 que se fue reduciendo con las mejoras en seguridad aplicadas a lo largo de los años. En 1955 el presidente de Flamengo Gilberto Cardoso asistía a una final del Campeonato Carioca de Baloncesto, que se resolvió con canasta en el último segundo. Sufrió un infarto por la emoción, falleciendo durante su traslado al hospital. Desde entonces, y por Ley Municipal, el polideportivo recibió oficialmente su nombre.
También ha acogido habitualmente partidos de voleibol, de hecho está considerado el "Templo del Voleibol Brasileño", sirviendo de marco a grades partidos entre los grandes clubes de la ciudad. Actualmente es la sede más habitual de la selección femenina de la especialidad. Acogió el IV Campeonato Mundial de Voleibol Masculino y el III Campeonato Mundial de Voleibol Femenino de 1960 y también el  Mundial Masculino de Voleibol de 1990.
Igualmente ha acogido eventos musicales y espectáculos, pasando por el Gimnásio artistas de la talla de Cyndi Lauper, Milton Nascimento, Circo de Moscú, Earth, Wind & Fire, Disney sobre Hielo, Genesis, Dionne Warwick, Quiet Riot, Midnight Oil, Jackson Five, Julio Iglesias, The Police, Peter Frampton, Roberto Carlos, Gilberto Gil, Rita Lee, Legião Urbana, Alice Cooper, Secos & Molhados, Simone o el Ballet del Bolshói. También fue entre 1966 y 1972 la sede del Festival Internacional da Canção, y durante años la sede habitual del Concurso de Miss Brasil.

## Reforma y actividades futuras
Después de cinco años cerrado fue totalmente reformado para acoger el voleibol de los Juegos Panamericanos de 2007. La reforma incluyó mejoras como un sistema de aire acondicionado, marcador electrónico de cuatro caras, nuevo sistema de sonido, una nueva cúpula que permite la iluminación natural diurna del recinto y nuevos y confortables asientos, además de adaptarse a todas las normativas internacionales en materia de servicios y seguridad para acoger grandes eventos. Luego de estas reformas el Gimnasio de Maracanãzinho fue sede de las competiciones de voleibol de los Juegos Olímpicos de Río de Janeiro 2016

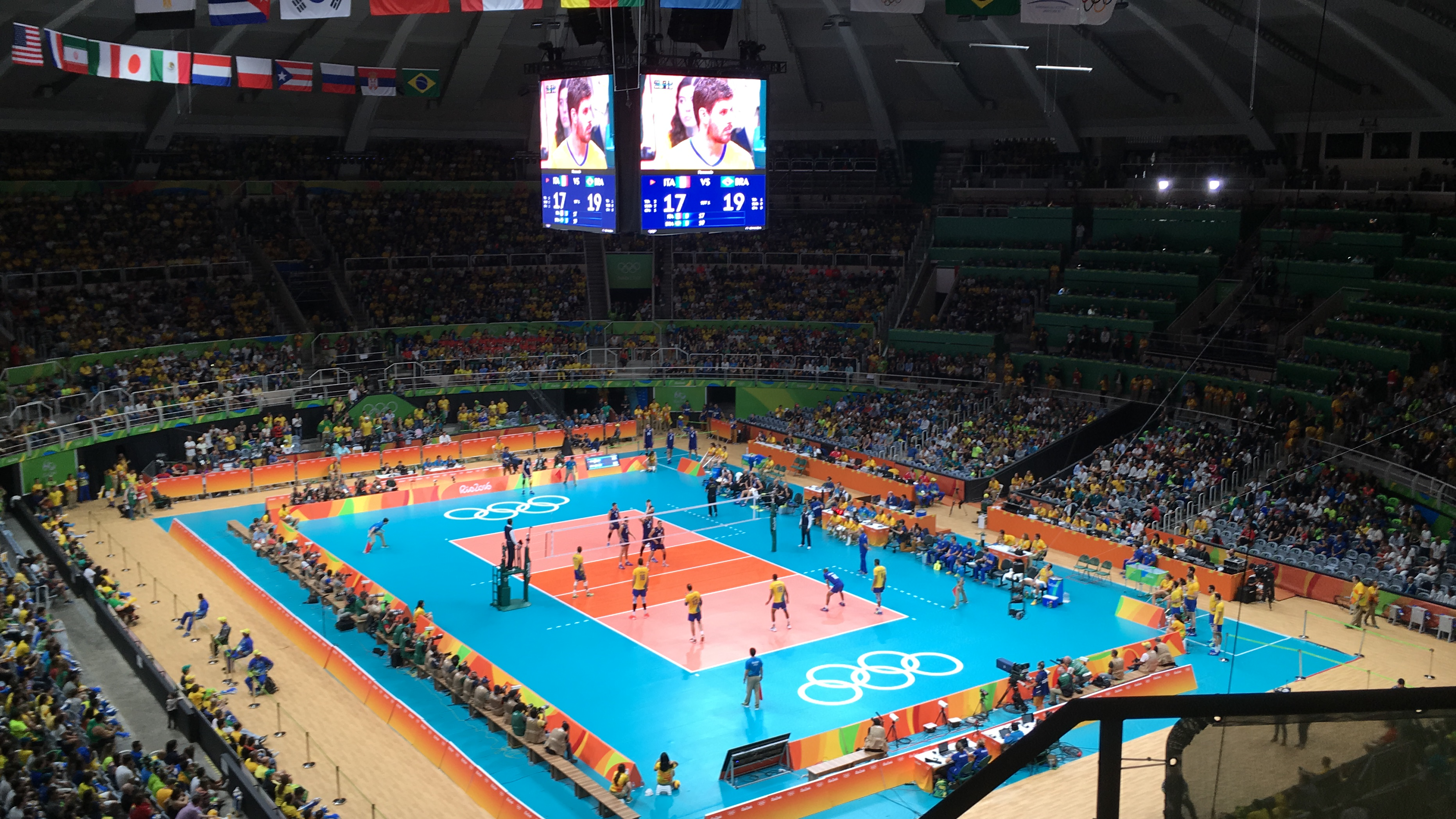
El Gimnasio Maracanãzinho durante la final del torneo de voleibol masculino de los JJOO 2016 disputada entre las selecciones de Brasil e Italia

| Predecesor: Coliseo Manuel "Petaca" Iguina Arrecibo 2013 | Final de la Liga de las Américas VIII edición | Sucesor: Gimnasio Maracanãzinho Río de Janeiro 2015 |
| Predecesor: Gimnasio Maracanãzinho Río de Janeiro 2014   | Final de la Liga de las Américas IX edición   | Sucesor: Domo Bolivariano Barquisimeto 2016         |